# Pseudombrophila
Pseudombrophila är ett släkte av svampar. Pseudombrophila ingår i familjen Pyronemataceae, ordningen skålsvampar, klassen Pezizomycetes, divisionen sporsäcksvampar och riket svampar.